# A120 road
Die A120 ist eine Fernverkehrsstraße im Süden von England.
Sie führt von Puckeridge, East Hertfordshire in östlicher Richtung nach Harwich, Essex an der Nordseeküste.
Ihre Streckenführung wurde 1922 festgelegt, zunächst nur zwischen der A10 in Puckeridge und der A12  in Marks Tey.
Die A120 beginnt an einem Kreisverkehr mit der A10 nördlich von London. 
Im Verlauf passiert sie die folgenden größeren Orte und Objekte:
- Bishop’s Stortford
- Flughafen London-Stansted
- Braintree
- Colchester

Sie endet an einem Kreisverkehr am Stadthafen von Harwich.

## Ausbauzustand
Da die A120 den Straßenverkehr zum Flughafen London-Stansted aufnimmt, wurde der Abschnitt zwischen der M11 und Braintree in den 2000er Jahren als vierspurige Schnellstraße neu trassiert. Die vierspurige Umfahrung von Braintree erfolgt gemeinsam mit der A131 road.
Im weiteren Verlauf ist die Ortsumfahrung von Colchester (hier gemeinsamer Verlauf mit der A12) vierspurig, auf einem kurzen Teilstück sechsspurig.
Die übrigen Straßenabschnitte sind zweispurig, im Bereich von Abzweigungen teils mit zusätzlichen Hauptfahrstreifen.